# Berthold Auerbach
Berthold Auerbach, właściwe Moses Baruch Auerbacher (ur. 28 lutego 1812 w Nordstetten (obecnie dzielnica Horb am Neckar), zm. 8 lutego 1882 w Cannes) – niemiecki pisarz.
Urodził się w rodzinie kupca Jacoba Auerbacha. W 1822 uczęszczał do szkoły w rodzinnym mieście, pierwszej gminnej szkole żydowskiej na obszarze Wirtembergii. Miał zostać rabinem i w 1825 został przyjęty do szkoły talmudycznej (bet midrasz) w Hechingen. Od 1827 finansowa sytuacja rodziny nie pozwoliła na kontynuację nauki i Berthold poszedł do szkoły rabinackiej w Karlsruhe. Zamieszkał u wuja Meiera Auerbacha, zaprzyjaźniając się ze swym krewniakiem Jakubem Auerbachem (noszącym to samo imię co ojciec Bertholda).
Mając 18 lat, w 1830 przeniósł się do wyższego gimnazjum w Stuttgarcie. Zdobył stypendium królewskie i w 1832 rozpoczął studia prawnicze w Tybindze. Zmienił je szybko na filozofię. Angażował się także w działalność polityczną, działając w zakazanych korporacjach studenckich, tak zwanych burszenszaftach. Przeprowadził się dlatego w 1833 do Monachium, rozpoczynając tam studia filozoficzne. Jednak w 1834 został aresztowany za głoszenie niewygodnych dla władzy poglądów i działalność opozycyjną. Został też wyrzucony z uczelni, ale ukończył studia w Heidelbergu.
W grudniu 1836 został skazany na dwa miesiące ciężkiego więzienia i w styczniu 1837 osadzony w twierdzy Hohenasperg. Jako że w więzieniu tym zamykano prawie wyłącznie członków burszenszaftów, zwano je schroniskiem demagogów. Zwolniono go w marcu 1837. Karalność zamknęła mu drogę do kariery rabina, zajął się więc pisarstwem. W 1838 wstąpił do masonerii.
Od 1843 wydawał Schwarzwälder Dorfgeschichten, które okazały się przełomowe w jego karierze. Opisywał w nich całą wieś „od pierwszego do ostatniego domu”. Do jego twórczości sięgali Honoriusz Balzac, Iwan Turgieniew i Aleksiej Tołstoj. Bertholda niepokoił wzrost antysemityzmu w ówczesnych Niemczech. Pisał: To ciężkie zadanie, być Niemcem i niemieckim pisarzem, a do tego Żydem.
Pisał głównie powieści, opowiadania, nowele (Drei einzige Töchter z 1875) i eseje. Tworzył również dramaty (Andreas Hofer z 1850) i komedie (Der Wahrspruch z 1854). Uwagę wzbudzają jego aforyzmy o przewrotnym tytule: Tausend Gedanken des Collaborators z 1876 („Tysiąc myśli kolaboranta”). Publiczność pobudzał wolnościowymi poglądami oraz powieściami z życia getta: Spinoza (1837) oraz Dichter und Kaufmann (1839). Przez pewien czas należał do bardzo popularnych pisarzy niemieckich, wywierając silny wpływ na współczesnych. Później „wyszedł z mody” i jego następne prace (Auf der Höhe z 1865, Das Landhaus am Rhein z 1865) nie zdobyły takiego uznania. Ostatnią powieścią Bertholda była Brigitta z 1880. W 1884 (dwa lata po śmierci) wydano jego listy do Jakuba Auerbacha.
W 1847 (mając lat 35) ożenił się w Breslau z Augustą Schreiber. Świadkiem na ślubie był Gustav Freytag. W marcu 1848 urodził mu się syn August, jednak żona zmarła tydzień po porodzie.
Pod koniec roku, przebywając w Wiedniu, poznał Friedricha Hebbla i Friedricha von Bodenstedta. Dzięki nim zapoznał się z Niną Landesmann, siostrą pisarza Heinricha Landesmanna (Hieronymusa Lorma). W lipcu 1849 odbył się ślub Bertholda z Niną w Lednicach, na terenie dzisiejszych Czech. Mieli trójkę dzieci: Otylię, Eugeniusza i Rudolfa.
W latach 185–1869 ukazywały się w Lipsku roczniki Berthold Auerbach`s Deutscher Volkskalender, w których publikowali różni autorzy, między innymi Gottfried Keller. W listopadzie 1859 Berthold wziął udział w obchodach stulecia urodzin Friedricha Schillera.
W styczniu 1862 w uznaniu jego zasług na niwie literackiej przyznano mu ordery księstwa Coburg-Gotha oraz pruski Order Orła Czerwonego czwartej klasy oraz w 1876 bawarski Order Maksymiliana. Było to pewnym paradoksem, biorąc pod uwagę jego młodzieńczą działalność opozycyjną. Jesienią 1881 zachorował na zapalenie płuc i za radą lekarza udał się do Cannes. Zmarł tam 8 lutego 1882. Po jego śmierci ustanowiono w Horb am Neckar muzeum jego imienia. W 1982 miasto ufundowało nagrodę literacką na jego cześć.

## Przekłady na język polski
Powieść Bertholda Auerbacha Macocha (oryg. niem. Die Stiefmutter) ukazała się w języku polskim w przekładzie Dominika Chodźka w 1860 w Wilnie. W 1869 w Warszawie nakładem Maurycego Orgelbranda wydano W pałacu i chatce zawierające Auf der Höhe i Schwarzwälder Dorfgeschichten w tłumaczeniu Joanny Belejowskiej. Józio Śniegowczyk (oryg. niem. Joseph im Schnee) w przekładzie Bolesławy Jaroszewskiej wydany został w 1883 w Warszawie przez Salomona Lewentala.